# 八幡貴美
八幡 貴美（やわた きみ）は、日本の女性映画監督、CMディレクター。

## 人物・来歴
神戸市に生まれる。多摩美術大学絵画学科油画専攻を卒業後、映画美学校脚本コース高等科に進み卒業した。垣内美香・中島信也に師事し、プランナーを経てディレクターとなる。

## 主な作品

### 映画
- デッドバケーション（監督・脚本）
- ヒゲとレインコート（監督・脚本）（主演：芋生悠・カトウシンスケ）
- 妻の電池切れ（監督・脚本）（主演：臼田あさ美・青木崇高）

### ショートムービー
- MELT（監督・脚本）（主演：梅田 凜乃・辰巳 智秋）

### CM
- セブンイレブン（セブン＆アイ・ホールディングス）
- 資生堂ジャパン 「あなたもプリンセス」
- ペアーズエンゲージ「Pairs エンゲージ お相手紹介編」
- ポッカサッポロ「水とレモン」
- Piary 「結婚式の準備に自由を」
- サンスター
  - 「お口は全てにつながる」（演出）[1]
  - 企業CM
- エアークローゼット「OL 編」
- リクルートスーモカウンター
- ForeverMark
- TOYOTA ウェルキャブ
- セシール
- 静岡銀行
- 伊藤園充実野菜
- 主婦と生活社 CHANTO
- ボシュロム「大人瞳」
- トヨタ自動車 「同じ親子に質問してみた」（広告代表作品）

## 受賞歴
- ヒゲとレインコート - 第2回未完成映画予告編大賞（大根仁賞）[2]
- MELT
  - JAPAN CONNECTS HOLLYWOOD 2020 フィルミネーション賞[3]
  - 富山映像祭 2020 グランプリ[4]

また、八幡本人への授賞ではないが、『ヒゲとレインコート』の主演女優を務めた芋生悠はSSFF in ASIAの「ベストアクター ベストアクトレスアワード　ジャパン部門」を受賞している。